# The Light in Our Soul
The Light in Our Soul è il terzo singolo della cantante greca Helena Paparizou e inserito nella ristampa del suo album di debutto Protereotita. Il singolo è stato pubblicato dopo la vittoria della cantante all'Eurofestival del 2005.

## Classifiche
| Classifica (2005) | Posizione massima |
| ----------------- | ----------------- |
| Europa            | 140               |
| Grecia            | 2                 |
| Romania           | 17                |
| Svezia            | 3                 |